# Trofa (Águeda)
Trofa ist ein Dorf und eine ehemalige Gemeinde (Freguesia) im portugiesischen Kreis Águeda. 

## Geschichte
Der Ort entstand vermutlich nach der Reconquista und war zunächst als Casais de Castrovães bekannt. 1449 erhielt Trofa erste Stadtrechte durch König D.Afonso V. König D.Manuel I. erneuerte die Stadtrechte 1517, worauf im Ort ein Schandpfahl als Zeichen der Stadtrechte errichtet wurde. Im Verlauf der Verwaltungsreformen nach der Liberalen Revolution 1822 und dem folgenden Miguelistenkrieg wurde der Kreis Trofa 1834 aufgelöst und Águeda angegliedert.
Am 29. September 2013 wurden die Freguesias Trofa, Segadães und Lamas do Vouga zur neuen Freguesia União das Freguesias de Trofa, Segadães e Lamas do Vouga zusammengefasst. Trofa ist Sitz dieser neu gebildeten Freguesia.

## Verwaltung

### Die ehemalige Gemeinde

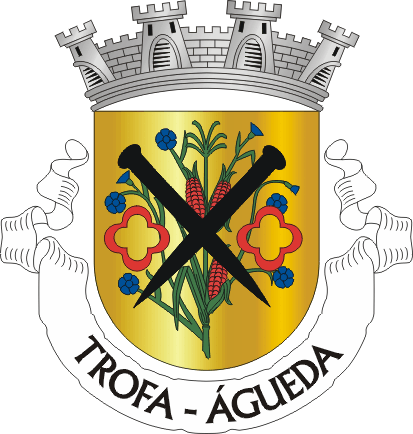
Das Wappen der ehemaligen Freguesia

Trofa war Sitz der gleichnamigen Gemeinde (Freguesia) im Kreis (Concelho) Águeda. Die Freguesia Trofa hatte 2751 Einwohner (Stand 30. Juni 2011) auf einer Fläche von 6,2 km².
Folgende Ortschaften gehörten zur Gemeinde:
- Carrasqueiras
- Cheira
- Covelas
- Crastovães
- Mourisca do Vouga
- S. Sebastião
- Trofa

Mourisca do Vouga wurde 1927 zur Kleinstadt (Vila) erhoben.

### Bevölkerungsentwicklung
| Einwohnerzahl in der Gemeinde Trofa (1960–2011) | Einwohnerzahl in der Gemeinde Trofa (1960–2011) | Einwohnerzahl in der Gemeinde Trofa (1960–2011) | Einwohnerzahl in der Gemeinde Trofa (1960–2011) | Einwohnerzahl in der Gemeinde Trofa (1960–2011) | Einwohnerzahl in der Gemeinde Trofa (1960–2011) | Einwohnerzahl in der Gemeinde Trofa (1960–2011) | Einwohnerzahl in der Gemeinde Trofa (1960–2011) | Einwohnerzahl in der Gemeinde Trofa (1960–2011) |
| ----------------------------------------------- | ----------------------------------------------- | ----------------------------------------------- | ----------------------------------------------- | ----------------------------------------------- | ----------------------------------------------- | ----------------------------------------------- | ----------------------------------------------- | ----------------------------------------------- |
| 1960                                            | 1970                                            | 1976                                            | 1979                                            | 1981                                            | 1991                                            | 2001                                            | 2011                                            |                                                 |
| 1785                                            | 2011                                            | 2571                                            | 2727                                            | 2036                                            | 2456                                            | 2678                                            | 2751                                            |                                                 |